# Bewening voor het open graf
Bewening voor het open graf of Graflegging van Christus is een olieverfschilderij van Rogier van der Weyden uit circa 1463-1464. Het is waarschijnlijk deels uitgevoerd door een of meerdere assistenten.

## Opdracht
In het verleden werd ten onrechte gedacht dat dit de Graflegging was die Rogier van der Weyden voor de markies van Ferrara had geschilderd, een werk dat uit de bronnen bekend is en verloren is gegaan. Het is echter waarschijnlijker dat het om  het schilderij gaat dat zich in 1492 in de privékapel van de Medici-villa in Careggi bevond, toen het tijdens de inventarisatie na de dood van Lorenzo il Magnifico werd beschreven als een altaarstuk met "het graf van onze Heer die van het kruis is gehaald en vijf andere figuren". De villa was in het midden van de 15e eeuw verbouwd en uitgebreid door Lorenzo's grootvader Cosimo de' Medici.
De compositie is ontleend aan een schilderij dat oorspronkelijk deel uitmaakte van een altaarstuk dat Fra Angelico in opdracht van Cosimo de' Medici maakte voor de San Marco-basiliek in Florence. Na de ontmanteling van het altaarstuk is dit paneel ten slotte in München beland. Het hoofdtafereel bevindt zich in de Uffizi in Florence. Het is onbekend of Rogier van der Weyden het origineel zelf heeft gezien tijdens een reis naar Italië of dat de opdrachtgever – waarschijnlijk Cosimo de' Medici of een ander lid van de Medici-familie – een tekening naar het werk naar Rogiers atelier in Brussel heeft gestuurd om als voorbeeld te dienen.

## Iconografie
De voorstelling behoort tot een Toscaanse traditie en gaat terug op 13e-eeuwse, romaanse voorstellingen van de kruisafneming waarbij een of twee handen van Christus al losgemaakt zijn, maar nog niet de voeten. Aan weerszijden van het kruis staan Maria en de apostel Johannes die al dan niet de handen van Christus vasthouden. Het gaat daarbij om miniaturen in manuscripten en gebeeldhouwde figuurgroepen in kerken. In sommige werken, zoals de beeldengroep in San Miniato, zijn de figuren die het lichaam ondersteunen, afwezig en lijkt Christus voor het kruis te zweven. In 14e en 15e eeuw werd soms een graftombe toegevoegd, waardoor de voorstelling het karakter van een Man van Smarten kreeg. Geïnspireerd door werken als de Pietà van Masolino verplaatste Fra Angelico de groep van Golgotha naar het graf, waardoor hij de kruisafneming in een afscheid of laatste groet tijdens de graflegging veranderde.

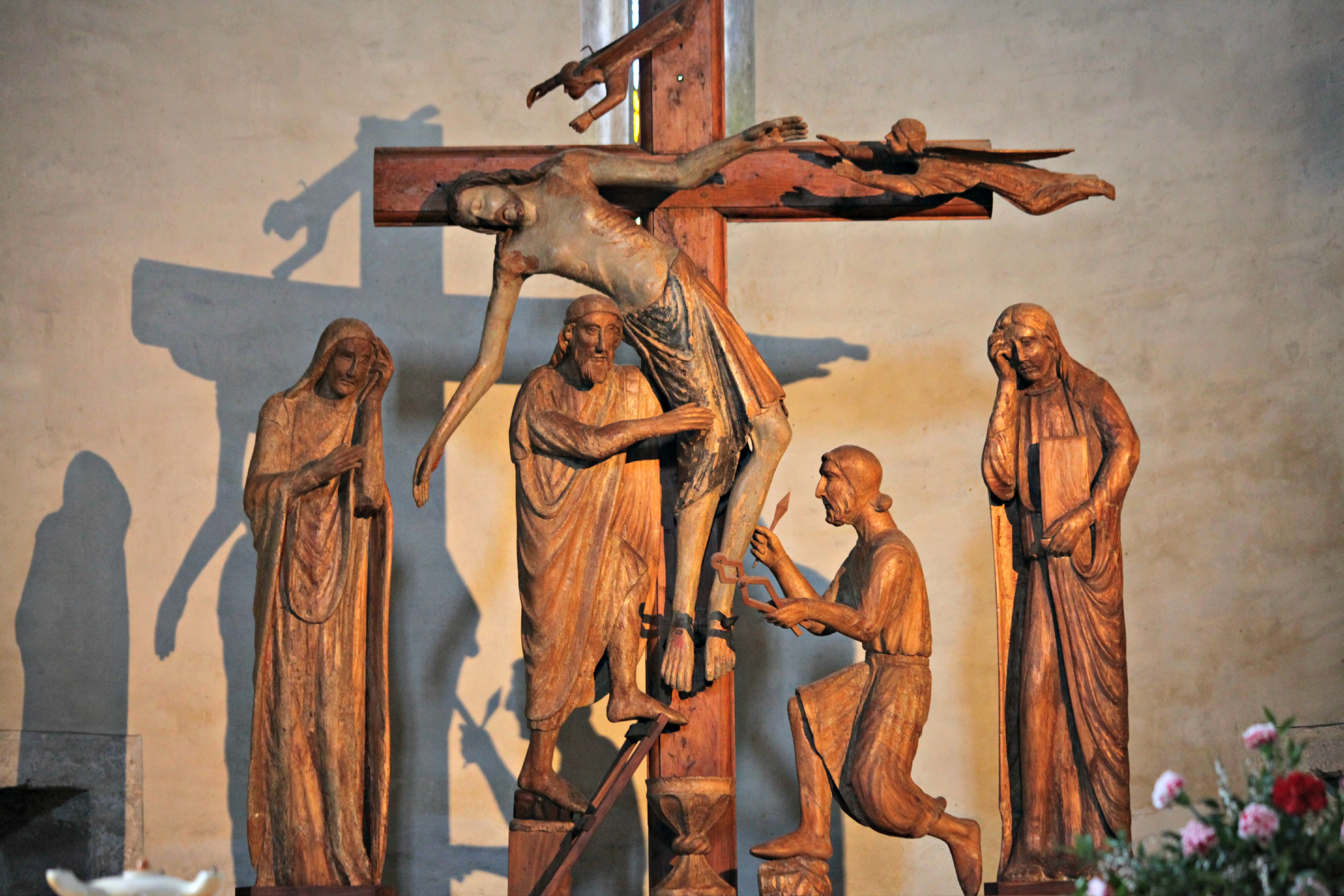
Kruisafneming, begin 13e eeuw, Pieve di Santa Maria, Vicopisano
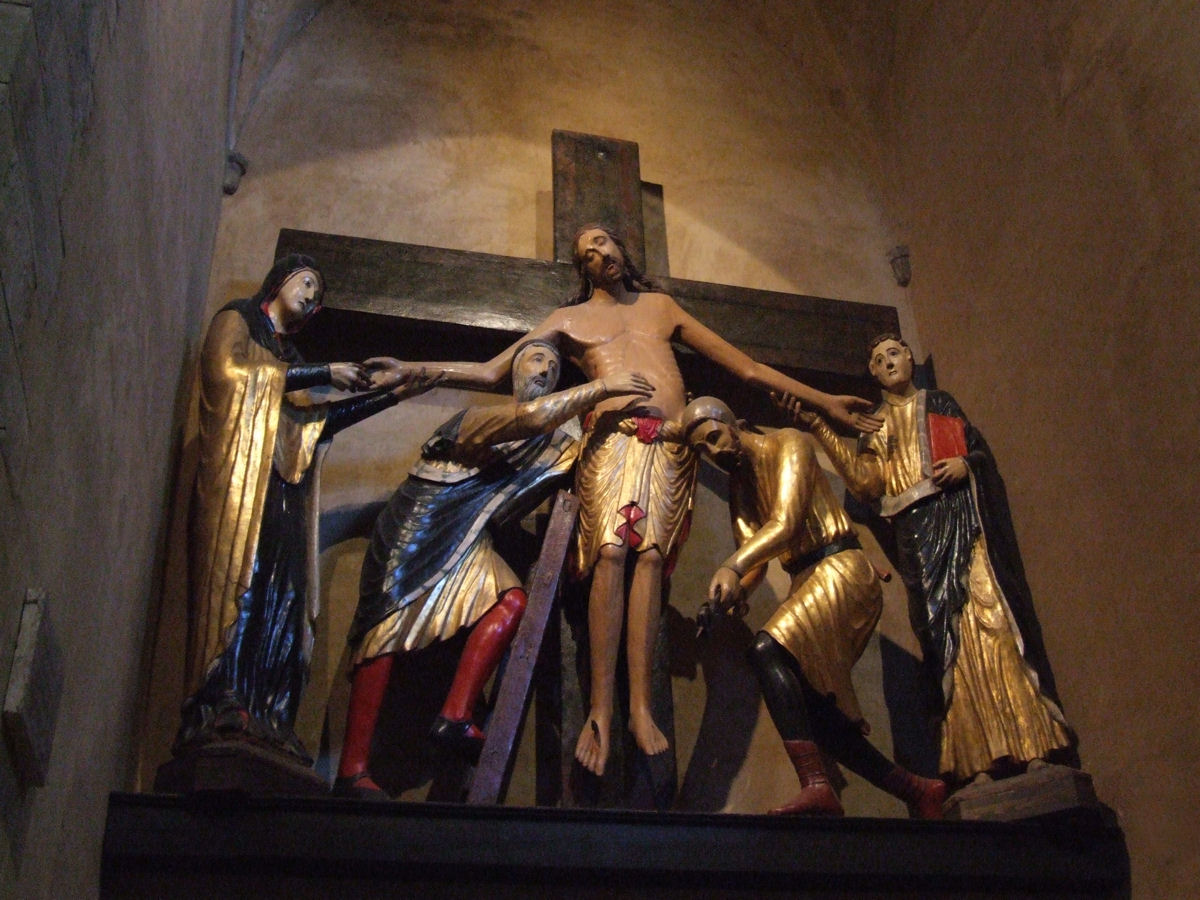
Kruisafneming, 13e eeuw, Kathedraal van Volterra
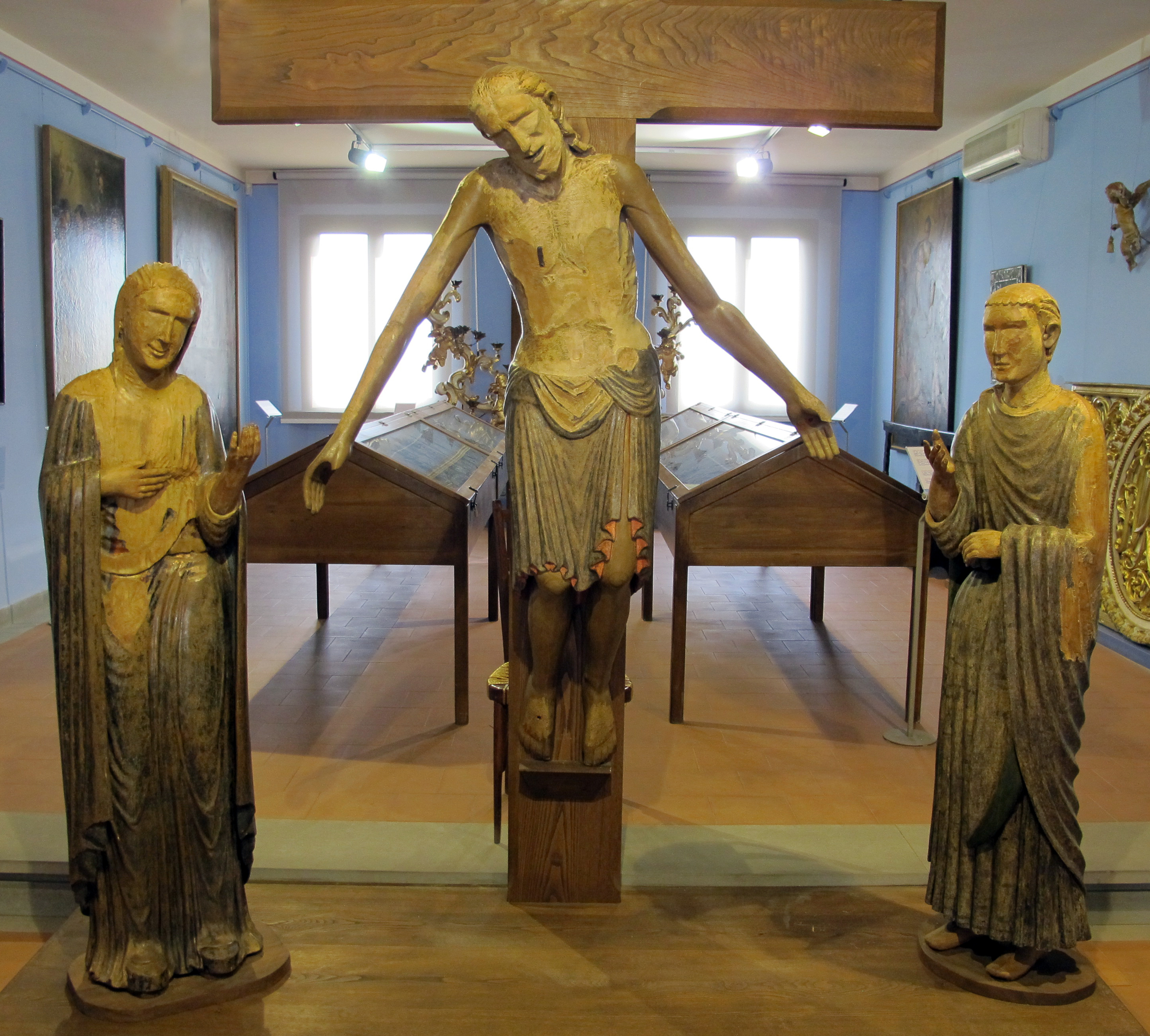
Kruisafneming, 13e eeuw, Museo della Misericordia, San Miniato
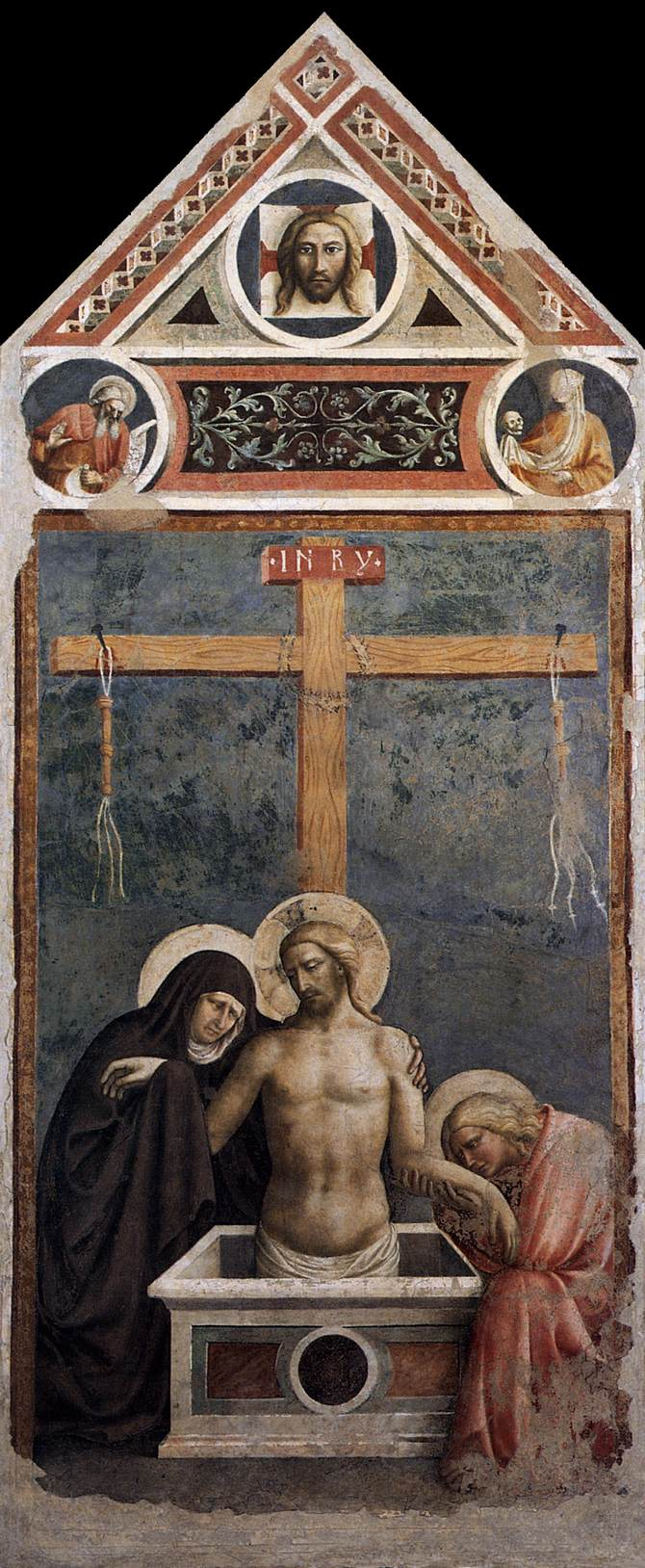
Masolino (vroeger toegeschreven aan Masaccio), Pietà, 1424, fresco, Pinacoteca museo della collegiata di Sant'Andrea, Empoli

## Toeschrijving en datering
Hoewel de iconografie en enkele motieven, zoals de exotische bomen, aan Fra Angelico zijn ontleend, is het onmiskenbaar een werk uit de Lage Landen. Kenmerkend voor de Italiaanse renaissancestijl is de frontale en symmetrische compositie, die door Rogier van der Weyden is aangepast aan de noordelijke voorkeur voor asymmetrie en diagonalen, afgezien van het rechthoekige graf en de vrijwel vierkante vorm van het paneel. Omdat het kleurgebruik en sommige motieven afwijken van het andere werk van Rogier van der Weyden, gaan de meeste kunsthistorici ervan uit dat het schilderij grotendeels is uitgevoerd door een of meerdere assistenten, waarschijnlijk kort voor of na de dood van Van der Weyden in 1464. Vasari noemde Hans Memling als maker. De figuren zijn deels ontleend aan vroegere, authentieke werken, in het bijzonder de Kruisafneming in het Prado. Het Maria-type is verwant aan dat van de Braque-triptiek en de houding van Maria Magdalena herinnert aan de knielende figuren op de Gerechtigheidspanelen en een Madonna met vrouwelijke heiligen, twee verloren gegane werken die van kopieën en navolgingen bekend zijn. Verder is de compositie minder evenwichtig en harmonieus dan van Rogier van der Weyden verwacht mag worden.